# Jim White (Schlagzeuger)

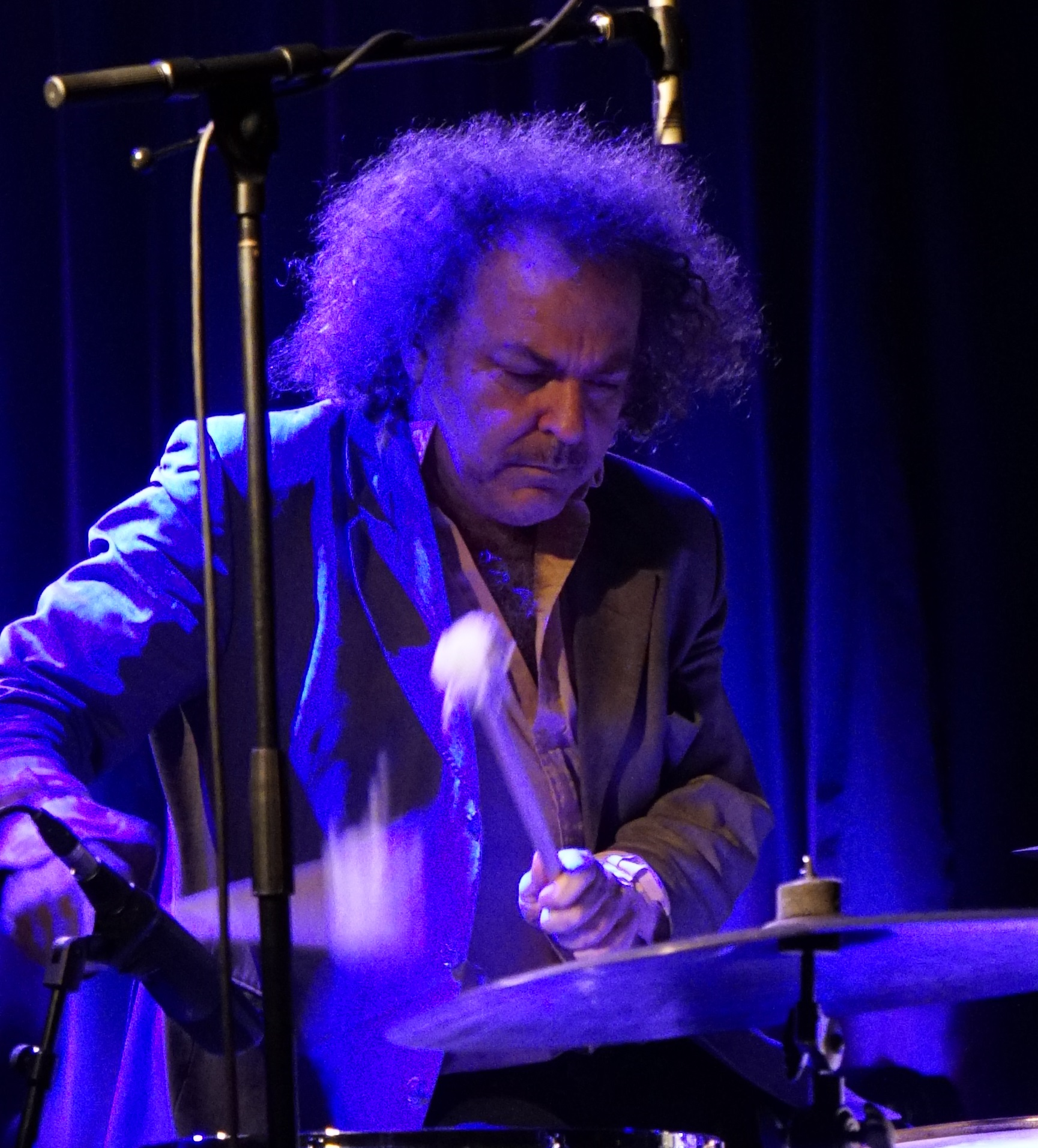
Jim White

Jim White (* 1962) ist ein australischer Schlagzeuger und Mitglied der Band Dirty Three.
Zu größerer Bekanntheit gelangte er als Session-Musiker bei Soloprojekten verschiedener, stilistisch den Dirty Three verwandter Künstler, die er am Schlagzeug unterstützte. Unter ihnen befinden sich Cat Power, Nina Nastasia und Bill Callahan und PJ Harvey. Des Weiteren arbeitete er mit Zoh Amba und Shahzad Ismaily in der kollaborativen Band Beings (There Is a Garden, 2024).